# 조교사

조교사(調敎師)는 마주와 마필위탁 관리계약을 맺고 있는 사람으로, 일반 운동경기의 감독이라고 할 수 있다.
기수와는 기승계약을, 마필관리사와는 고용계약을 맺고 있으며, 계약에 따라 이들에게 상금을 지급하는 등 말과 기수, 마필관리사를 총괄적으로 관리한다. 조교사는 기승작전 지시, 조교계획수립, 사양관리 지휘·감독을 하여 경주의 분석과 연구를 통해 우승전략을 구상한다.
마필관리사로서 2년간 근무하면 조교승인시험을 볼 수 있는 자격이 주어진다. 시험에 응시하여 합격하면 3개월간 사양관리, 조교훈련에 대해 교육 받고, 2년 후 조교보 선발시험에 응시자격이 주어진다. 합격하면 6개월간 교육을 받은 뒤 시험을 통해 조교보가 될 수 있다. 조교보 자격을 취득하면 각 조에 정식으로 한 명씩 배치되어 중간관리자로 조교사를 보좌하고 조교사 유고시에는 업무를 대행한다.

## 같이 보기
- 순치 (경주마)
- 경마